# Skate nos Jogos Olímpicos de Verão de 2024 - Qualificação
Este artigo detalha a fase de qualificação do skate nos Jogos Olímpicos de Verão de 2024. A competição nestes Jogos incluiu um total de 88 atletas vindos de seus respectivos CONs, um aumento de dez por cento em relação ao tamanho da escalação de Tóquio 2020 (80). Cada CON pode inscrever no máximo doze skatistas (seis para cada gênero) nos eventos de street e de park. A França, país anfitrião, reserva quatro vagas de cota, uma para cada evento, enquanto o mesmo valor é concedido aos CONs elegíveis interessados em ter seus skatistas competindo em Paris 2024 por meio de um convite da Comissão Tripartite. Para se inscrever em uma vaga concedida pelas regras de Universalidade, o atleta deveria terminar entre os 50 primeiros de seu respectivo evento de skate no Olympic World Skateboarding Rankings (OWSR) ao final do período de qualificação.
Os restantes skatistas terão a oportunidade de reservar os seus bilhetes para os Jogos através de uma lista OWSR bienal preparada pela World Skate. A janela de qualificação começa em 22 de junho de 2022 e terminará dois anos depois (23 de junho de 2024), com a lista oficial dos skatistas que competirão nos Jogos publicada um dia após o prazo.

## Sumário de qualificação
| CON                | Masculino | Masculino | Feminino | Feminino | Total   | Total |
| CON                | Park      | Street    | Park     | Street   | Atletas |       |
| ------------------ | --------- | --------- | -------- | -------- | ------- | ----- |
| ARG Argentina      |           | 2         |          |          | 2       |       |
| AUS Austrália      | 3         | 1         | 2        | 3        | 9       |       |
| BRA Brasil         | 3         | 3         | 3        | 3        | 12      |       |
| CAN Canadá         |           | 3         | 1        |          | 4       |       |
| CHN China          |           |           | 1        | 3        | 4       |       |
| COL Colômbia       |           | 1         |          | 1        | 2       |       |
| DEN Dinamarca      | 1         |           |          |          | 1       |       |
| FIN Finlândia      |           |           | 1        |          | 1       |       |
| FRA França (H)     | 1         | 3         | 2        | 1        | 7       |       |
| GER Alemanha       | 1         |           | 1        |          | 2       |       |
| GBR Grã-Bretanha   | 1         |           | 2        |          | 3       |       |
| ITA Itália         | 2         |           |          |          | 2       |       |
| JPN Japão          | 1         | 3         | 3        | 3        | 10      |       |
| MAR Marrocos       |           |           | 1        |          | 1       |       |
| NED Países Baixos  |           |           |          | 2        | 2       |       |
| POR Portugal       | 1         | 1         |          |          | 2       |       |
| PUR Porto Rico     | 1         |           |          |          | 1       |       |
| SVK Eslováquia     |           | 1         |          |          | 1       |       |
| RSA África do Sul  | 1         | 1         |          | 1        | 3       |       |
| ESP Espanha        | 2         |           | 2        | 1        | 5       |       |
| SWE Suécia         | 1         |           |          |          | 1       |       |
| THA Tailândia      |           |           |          | 1        | 1       |       |
| USA Estados Unidos | 3         | 3         | 3        | 3        | 12      |       |
| Total: 23 NOCs     | 22        | 22        | 22       | 22       | 88      |       |

## Park masculino
| Evento                                | Vagas | Atletas qualificados |
| ------------------------------------- | ----- | --- |
| País-sede                             | 0     | — |
| Ranking olímpico                      | 20    | USA Tate Carew AUS Keegan Palmer USA Gavin Bottger USA Tom Schaar BRA Augusto Akio AUS Kieran Woolley BRA Luigi Cini BRA Pedro Barros ESP Danny Leon DEN Viktor Solmunde AUS Keefer Wilson ITA Alex Sorgente SWE Hampus Winberg FRA Vincent Matheron PUR Steven Piñeiro JPN Yuro Nagahara ITA Alessandro Mazzara POR Thomas Augusto ESP Alain Kortabitarte RSA Dallas Oberholzer** |
| Critério de universalidade            | 0     | — |
| Realocação de espaço de cota          | 0     | GBR Andrew MacDonald |
| Realocação de lugar de universalidade | 0     | GER Tyler Edtmayer |
| Total                                 | 22    | |

**Representação continental

## Park feminino
| Evento                                | Vagas | Atletas qualificadas |
| ------------------------------------- | ----- | --- |
| País-sede                             | 0     | — |
| Ranking olímpico                      | 20    | JPN Kokona Hiraki AUS Arisa Trew JPN Sakura Yosozumi GBR Sky Brown JPN Hinano Kusaki BRA Raicca Ventura USA Bryce Wettstein AUS Ruby Trew BRA Dora Varella USA Ruby Lilley BRA Isadora Pacheco USA Minna Stess ESP Naia Laso FIN Heili Sirvio GER Lilly Stoephasius FRA Nana Taboulet GBR Lola Tambling CAN Fay Ebert FRA Emilie Alexandre MAR Aya Asaqas** |
| Critério de universalidade            | 0     | — |
| Realocação de espaço de cota          | 0     | ESP Julia Benedetti |
| Realocação de lugar de universalidade | 0     | CHN Zheng Haohao |
| Total                                 | 22    | |

**Representação continental

## Street masculino
| Evento                                | Vagas | Atletas qualificados |
| ------------------------------------- | ----- | --- |
| País-sede                             | 0     | — |
| Ranking olímpico                      | 20    | JPN Ginwoo Onodera JPN Sora Shirai JPN Yuto Horigome USA Jagger Eaton USA Nyjah Huston POR Gustavo Ribeiro USA Chris Joslin SVK Richard Tury ARG Matias Dell Olio FRA Aurélien Giraud BRA Kelvin Hoefler BRA Giovanni Vianna CAN Cordano Russell CAN Matt Berger CAN Ryan Decenzo FRA Joseph Garbaccio BRA Felipe Gustavo FRA Vincent Milou AUS Shane O'Neill** RSA Brandon Valjalo** |
| Critério de universalidade            | 0     | — |
| Realocação de espaço de cota          | 0     | COL Jhancarlos González |
| Realocação de lugar de universalidade | 0     | ARG Mauro Iglesias |
| Total                                 | 22    | |

**Representação continental

## Street feminino
| Evento                                | Vagas | Atletas qualificadas |
| ------------------------------------- | ----- | --- |
| País-sede                             | 0     | FRA Lucie Schoonheere |
| Ranking olímpico                      | 20    | JPN Coco Yoshizawa JPN Liz Akama BRA Rayssa Leal JPN Funa Nakayama AUS Chloe Covell CHN Cui Chenxi USA Paige Heyn USA Poe Pinson CHN Zeng Wenhui CHN Zhu Yuanling NED Roos Zwetsloot BRA Pâmela Rosa COL Jazmín Álvarez ESP Natalia Muñoz AUS Liv Lovelace NED Keet Oldenbeuving BRA Gabi Mazetto THA Vareeraya Sukasem USA Mariah Duran RSA Boipelo Awuah** |
| Critério de universalidade            | 0     | — |
| Realocação de lugar de universalidade | 0     | AUS Haylie Powell |
| Total                                 | 22    | |

**Representação continental